# エヴリデイ (JITTERIN'JINNの曲)
『エヴリデイ』」は、JITTERIN'JINNの楽曲。メジャー・デビュー作となった1枚目のシングルである。

## 概要
メジャー・デビュー曲ながら、いきなりオリコンチャート週間10位以内にランクインし、最高9位を獲得した。
ファーストアルバム『DOKIDOKI』に収録された。

## 収録曲
全作詞・作曲・編曲：破矢ジンタ
1. エヴリデイ (3分54秒)
2. SINKY-YORK